# Ulla Kjær
Ulla Benedicte Kjær (født 16. februar 1958 på Frederiksberg) er en dansk kunsthistoriker, museumsinspektør og forfatter. Hun har bl.a. udgivet bøger og artikler om kunst, kultur og arkitektur i 1700-tallet.
Hun er gift med historiker Poul Grinder-Hansen.

## Karriere
Ulla Kjær er dr.phil. i kunsthistorie fra Københavns Universitet 2010 og magister i kunsthistorie fra Københavns Universitet 1988. Hun har siden 1999 været ansat som museumsinspektør ved Nationalmuseet og fra 2004 været seniorforsker samme sted. Arbejdsfunktioner: det kirkeantikvariske arbejde, ansvar for museets antikvarisk-topografiske arkiv samt biblioteket.
Inden sin ansættelse ved Nationalmuseet var Ulla Kjær redaktør ved Danmarks Kirker. Kjær blev optaget i Kraks blå bog i 2009.
I 2013 var hendes bog Roskilde Domkirke nomineret til Årets historiske bog, der uddeles af Dansk Historisk Fællesråd. I 2014 medvirkede hun i Danmarks Radios program 1000 års kunsthistorie med Peter Kær som vært. Sammen så de på Kronborgtapeterne, Frederik 3. på dødslejet og rytterstatuen af Frederik 5. Programmet blev sendt første gang på DR K d. 25. november.
I 2017 skrev hun, i anledning af regentparrets guldbryllup 10. juni, bogen Fransk elegance og dansk snilde, som omhandler forholdet mellem den danske kongemagt og fransk kultur og kunst.

## Privatliv
Ulla Kjær er datter af arkitekt Uffe Kjær og cand.ling.merc. Lise Lock (født Bro-Jørgensen) og student fra Rungsted Statsskole 1976.
Hun har siden 7. januar 1989 været gift med Poul Grinder-Hansen. De betegnes som et af dansk videnskabs supercouples og sammen har de tre børn.

## Æresbevisninger
- Chevalier de l’Ordre des Arts et des Lettres(fr), 2010
- Modtager af Eilschou Holms Legat, 2010
- Modtager af Europa Nostra prisen 2019[7]

## Tillidshverv
- Bestyrelsesmedlem: Dansk Kunsthistorikerforening
- Bestyrelsesmedlem: Foreningen til Gamle Bygningers Bevaring
- Bestyrelsesformand: Museumsmandsforeningen
- Medlem af Selskabet for dansk Kulturhistorie
- Medlem af Kirkefondets Kirkebyggeudvalg
- Medlem af repræsentantskabet for Selskabet for Kirkelig Kunst
- Indenlandsk medlem af Det kongelige danske Selskab for Fædrelandets Historie
- Medlem af advisory board for Bebyggelseshistorisk tidskrift, Göteborg, 2012-
- Fast fagfællebedømmer på tidsskriftet Architectura, 2012-
- Medlem af den danske videnskabelige komité vedr. Thotts Palæ, 2011
- Samlingsrevisor på Det Nationalhistoriske Museum på Frederiksborg Slot, 2009-
- Forstander for Det kongelige danske Selskab for Fædrelandets Historie, 2015-
- Fagkonsulent for arkitektur hos Trap Danmark, 2015-

## Publikationer
- Kirkerne i Danmark 1. Den katolske tid og 2. Den protestantiske tid, Boghandlerforlaget 1988 og 1989 (sm.m. Poul Grinder-Hansen.
- Immanuelskirken, Københavns Valgmenighed og Skovgaard Museets Forlag 1993 (tekst og lay-out sm.m. Poul Grinder-Hansen, 99 s.)
- Allgemeines Künstlerlexikon, (Saur Verlag) flere artikler, 1994
- Fynske herregårde - set af Niels Ringe, Foreningen til gamle Bygningers Bevaring 1999 (sm.m. Hanne Christensen og Peter Kristiansen, 120 s.)
- Middelalderens Danmark, 1999 (Medforfatter og -redaktør sm.m. Per Ingesman, Per Kr. Madsen og Jens Vellev)
- Weilbachs Kunstnerleksikon IV. Dansk Kunstnerleksikon, red. Sys Hartmann m.fl., 1994-2000, 38 artikler
- Danish Murals - a world to be discovered, udg. af Kirkeministeriet til Europarådets kampagne Europe - a common Heritage, 2000 (sm.m. Eva Skibsted Mogensen, 88 s.)
- Den store danske Encyklopædi, red. Jørn Lund m.fl., 1994-2001, 400 artikler
- Redaktion og lay-out af Storbyens virkeliggjorte længsler. Kirkerne i København og på Frederiksberg 1860-1940, 2001 (sm.m. Anne-Mette Gravgaard og Hanne Christensen)
- Herregården – 500 års drøm og virkelighed. Katalog til Nationalmuseets særudstilling 2004-05; 2004, redaktion. Tekster sm.m. Mikkel Venborg Pedersen
- Noter til Harald Langberg: Rejsen til Rom. Fra rejsedagbøgerne 1938-39, redaktion af sm. (sm.m. Erik Wassard), 2006
- Skæve vinkler. Festskrift til Kjeld de Fine Licht i anledning af 75 års-dagen, 2006 (sm.m. Jørgen Hegner Christiansen og Marie-Louise Jørgensen)
- Det Thottske Palæ/Le Palais Thott, Ambassade de Frankrig au Danemark 2006 (sm.m. Florence Talbot, 84 s.)
- Nicolas-Henri Jardin – en ideologisk nyklassicist, Nationalmuseet 2010 (1421 s.) doktordisputats. ISBN 978-87-7602-132-0
- Nationalmuseet. Prinsens Palæ. Vejledning, Nationalmuseet 2011 (83 s.)
- Roskilde Domkirke. Kunst og historie, Gyldendal 2013 (368 s.)
- “Kongens nordsjællandske lystslot”, i: Ulla Kjær, Bente Scavenius og Christine Waage Rasmussen: “Fredensborg Slot og slotshave”, Gads Forlag, 2013, s. 8-199